# Alberto Ghilardi
Alberto Ghilardi (født 25. august 1909 i Rom, død 30. juni 1971 smst.) var en italiensk cykelrytter, som deltog i de olympiske lege 1932 i Los Angeles.
Ghilardi deltog i banecykling ved OL 1932 i Los Angeles. Han var med på det italienske hold i 4000 m forfølgelsesløb, der indledte med at vinde kvalifikationsrunden blandt de fem deltagende hold i ny olympisk rekord. Italienerne vandt derpå deres semifinale mod Canada, inden de i finalen mødte Frankrig. De to hold lå meget lige de første otte runder, men italienerne trak fra til sidst og sikrede sig guldmedaljerne. Frankrig vandt dermed sølv, mens Storbritannien vandt bronze. De øvrige ryttere på det italienske hold var Paolo Pedretti, Marco Cimatti og Nino Borsari.
Ghilardi var begyndt som landevejsrytter, men skiftede senere til banen. Han blev professionel i 1933, men havde ikke større succes, så han stoppede igen i 1936. Efter anden verdenskrig var han med til at stifte det italienske idrætsudøverforbund.